# Сан Куентин (затвор)
Вижте пояснителната страница за други значения на Сан Куентин.
„Сан Куентин“ (на английски: San Quentin State Prison) е щатски затвор в щата Калифорния, САЩ.
Разположен е на нос Куентин (Point Quentin), окръг Марин на площ от 1,7 кв. км. (432 акра).
Това е най-старият затвор в Калифорния. Открит е през юли 1852 г.

## Затворници
Настоящи
- Михаил Мархасев – украински имигрант, осъден за убийството на Енис Козби (сина на Бил Козби)
- Ричард Рамирез – сериен убиец и изнасилвач, известен като „Нощния ловец“

Бивши